# Teichschlucht

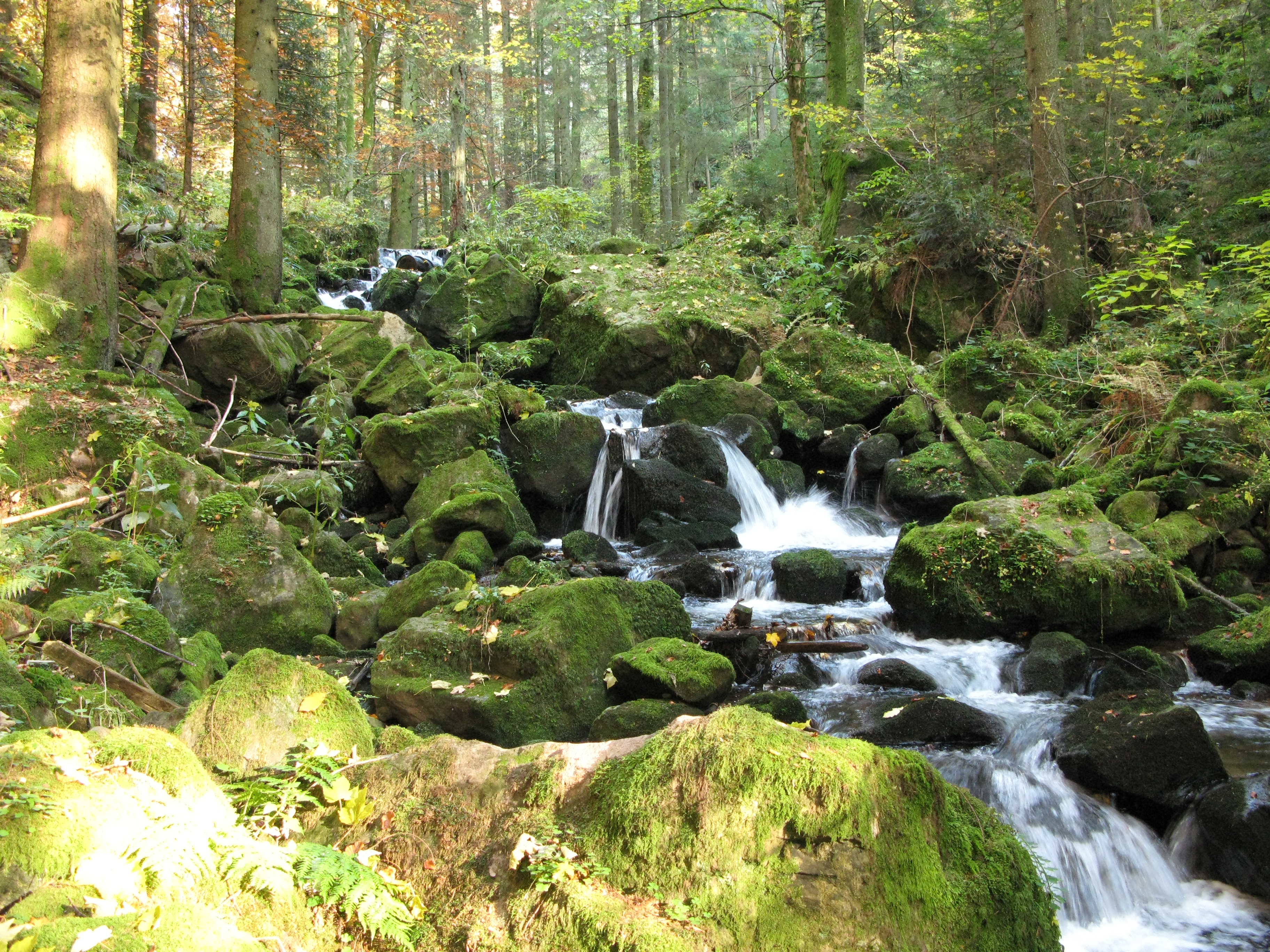
Lauf des Teichbachs in der Schlucht

Die Teichschlucht liegt in Baden-Württemberg im nördlichen Hochschwarzwald (zugleich südlicher Mittlerer Schwarzwald) und bildet die Grenze zwischen Gütenbach (Schwarzwald-Baar-Kreis) und Simonswald (Landkreis Emmendingen). Durch sie stürzt der aus vier Hochtälern um Gütenbach kommende Teichbach (einst Woutenbach) südwestwärts zur Wilden Gutach. Sie markiert zugleich das obere Ende des Simonswälder Tal genannten Talabschnitts der Wilden Gutach. In dem schluchtartigen Kerbtal mit einem mittleren Gefälle von fast 13 Prozent überwindet der Teichbach etwa 250 Meter Höhenunterschied als blockreicher Sturzbach mit drei Kaskadengruppen. Die bis 400 Meter hohen Steilhänge sind von teils waldfreien großflächigen Geröllhalden gekennzeichnet und von Klippen durchsetzt. Der Teichschlucht gegenüber mündet das wasserfallreiche Zweribach-Kar in das Haupttal.

## Geographie und Geologie
Die Teichschlucht ist Teil einer der schroffsten Tallandschaften der deutschen Mittelgebirge. Das Tal wurde zwar während vergangener Eiszeiten durch Gletscher überformt, dies ist jedoch wegen der mächtigen Blockschuttüberdeckung wenig augenfällig. Das verblockte Bett des oftmals sehr wasserreichen Baches zeigt gelegentlich typische fluviale Erosionsformen. Die gesamte Schlucht mit ihrem typischen Schluchtwald und montanen Fichten-Tannen-Buchen-Mischwäldern ist als Bannwald-Gebiet ausgewiesen.
Auf halber Höhe des felsigen Nordhangs des Tales verläuft die Straße von Waldkirch nach Furtwangen.

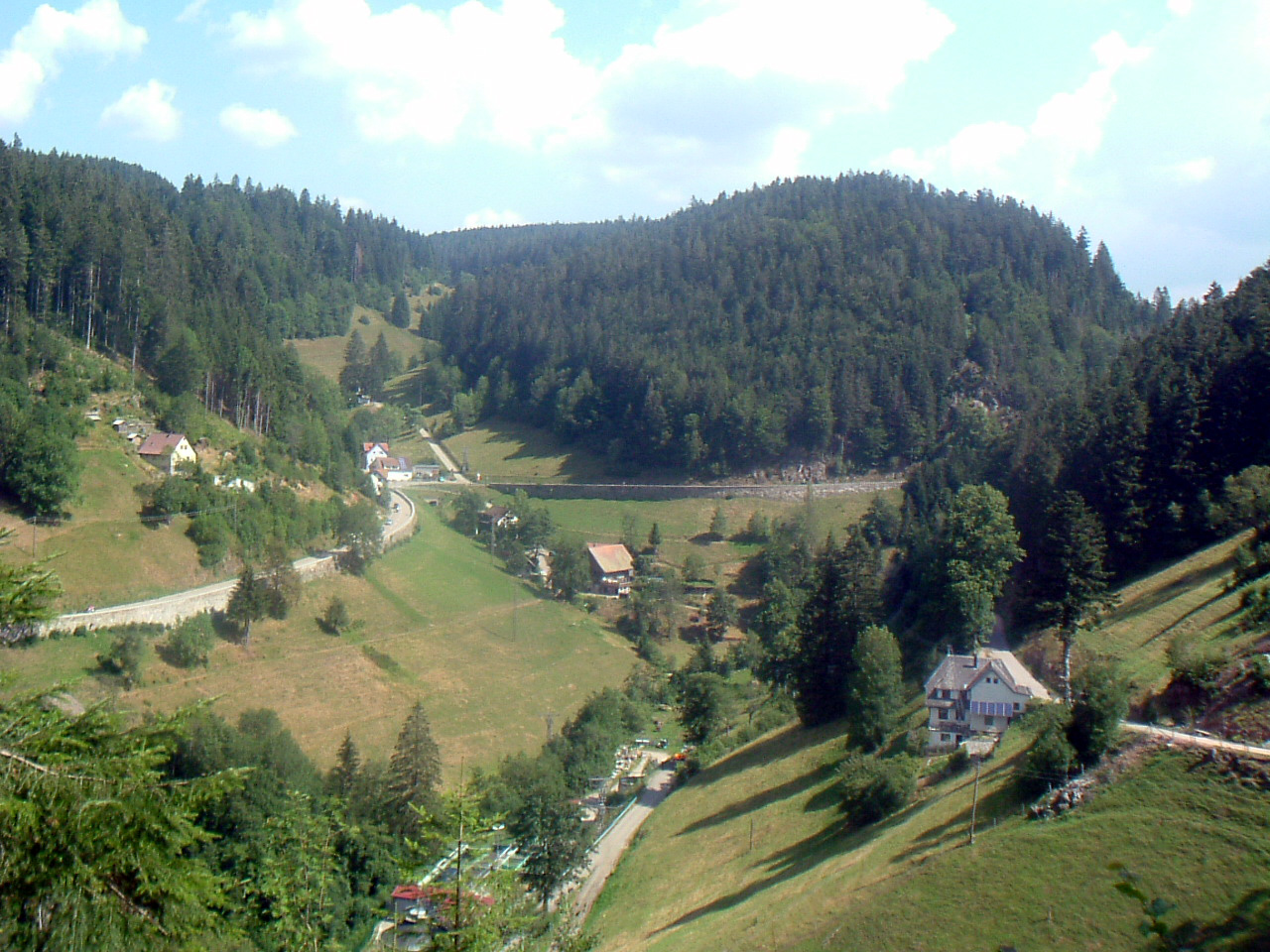
Oberhalb der Teichschlucht bei Gütenbach

## Namen
In alten Quellen noch Deich oder Deichschlucht genannt, erscheint die Örtlichkeit seit den 1950er Jahren auf Karten als Teichschlucht. Der Name bezeichnet auch im oberen Murgtal zahlreiche Talkerben und scheint wie die Wörter Deich und Teich auf eine gemeinsame Wurzel zurückzugehen, die „Ausgehobenes“ oder „Graben“ bedeutet, wobei auch mit Graben viele Täler im oberdeutschen Sprachraum benannt sind. 
Auch der Ortsname Gütenbach steht im Zusammenhang mit dem ungestümen Sturzbach: vor rund 600 Jahren wurde die damals junge Siedlung Woutenbach oder auch Wuttenbach, also der „wütende Bach“, genannt (vgl. Wutach). In Gütenbach fließt der Bach allerdings noch deutlich ruhiger als unterhalb.

## Tourismus
In den 1920er Jahren wurde die Teichschlucht von der Ortsgruppe Gütenbach des Schwarzwaldvereins unter der damaligen Leitung von Erwin Schwer erschlossen und entlang des Bachverlaufs ein Wanderweg angelegt, heute Teilstück des Querwegs Schwarzwald–Kaiserstuhl–Rhein und im unteren Bereich des Zweitälersteigs. Obwohl der Weg in gebührendem Abstand zum Wasserlauf gebaut wurde, riss der Teichbach 1993 ein Stück des Wanderwegs mit sich. Oberhalb der Teichschlucht verläuft auch ein Abschnitt der Abenteuerwanderwege um Furtwangen. Die Felsen in der Teichschlucht sind außerdem Ziel von Kletterern.

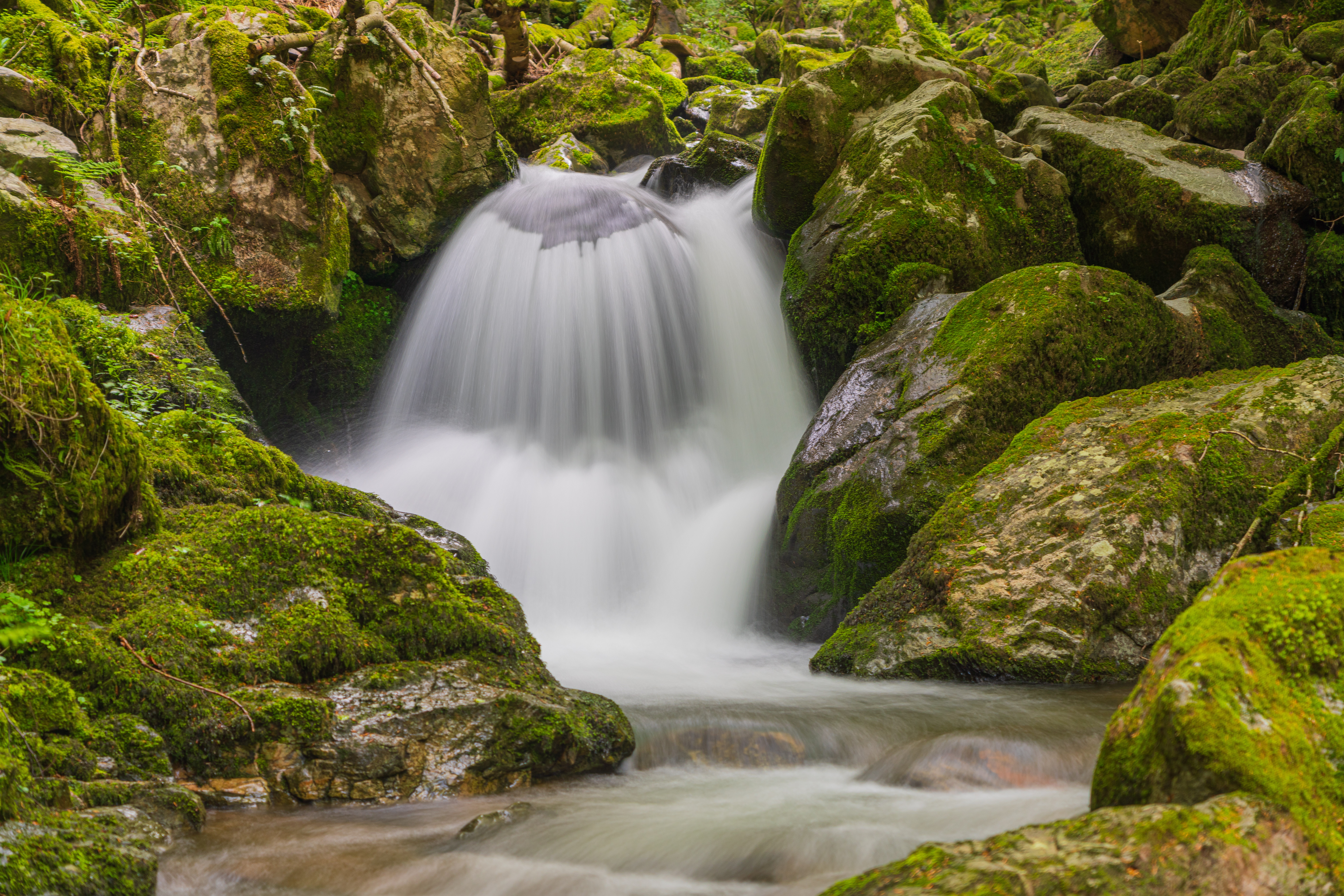
Eine der Kaskaden des Teichbachs
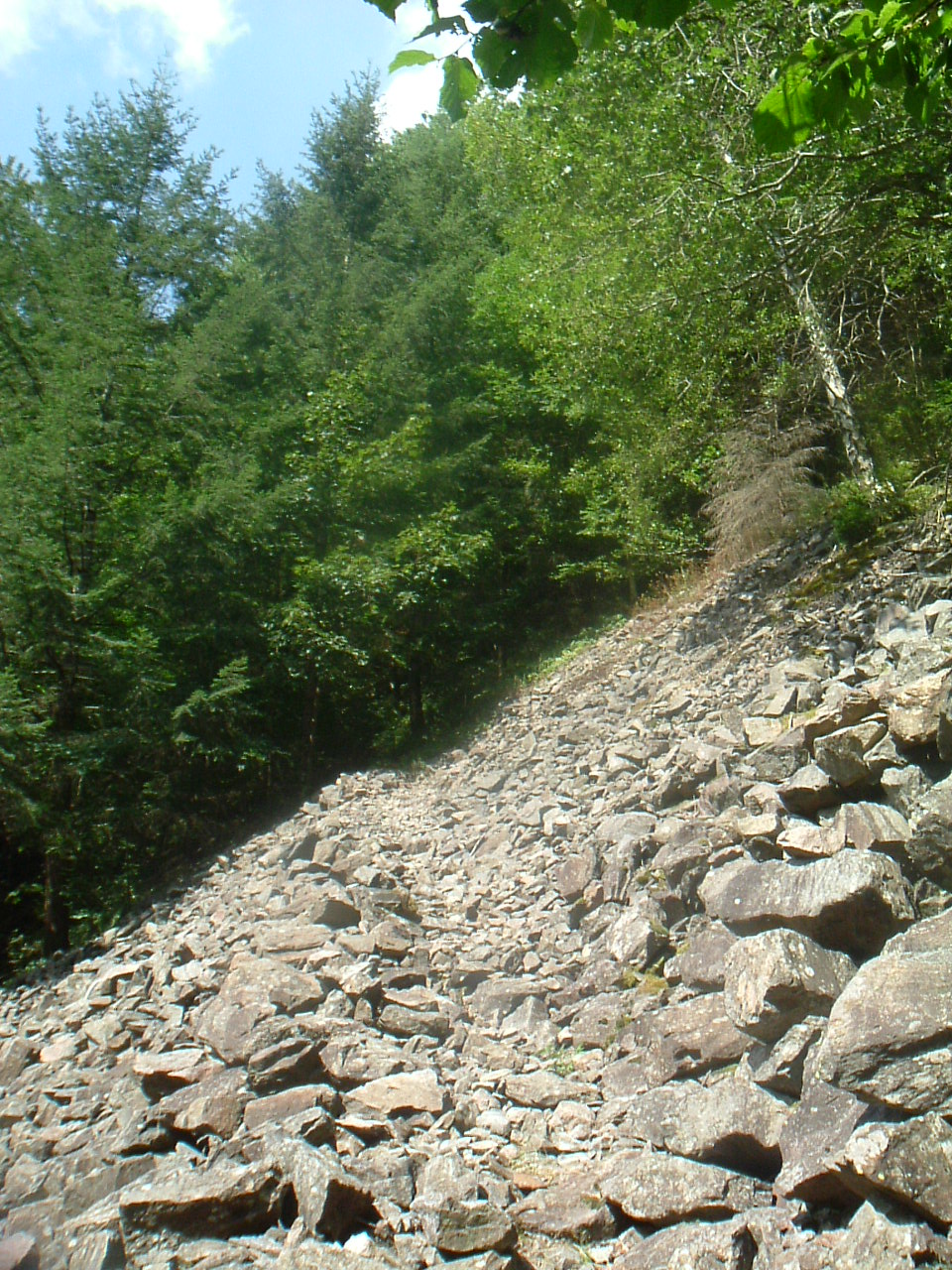
Geröllhalde auf der nördlichen Schluchtseite
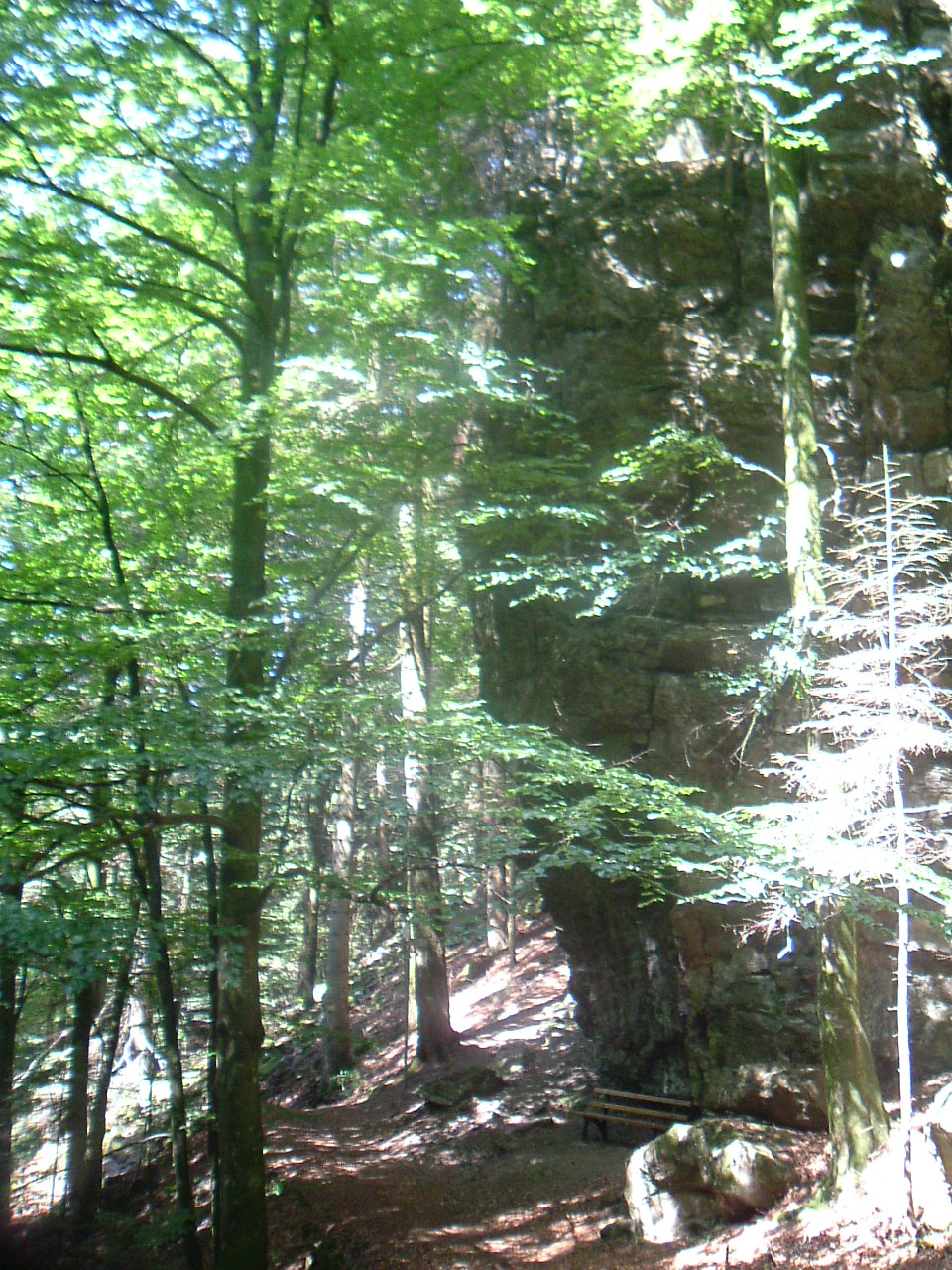
Wanderweg durch die Schlucht
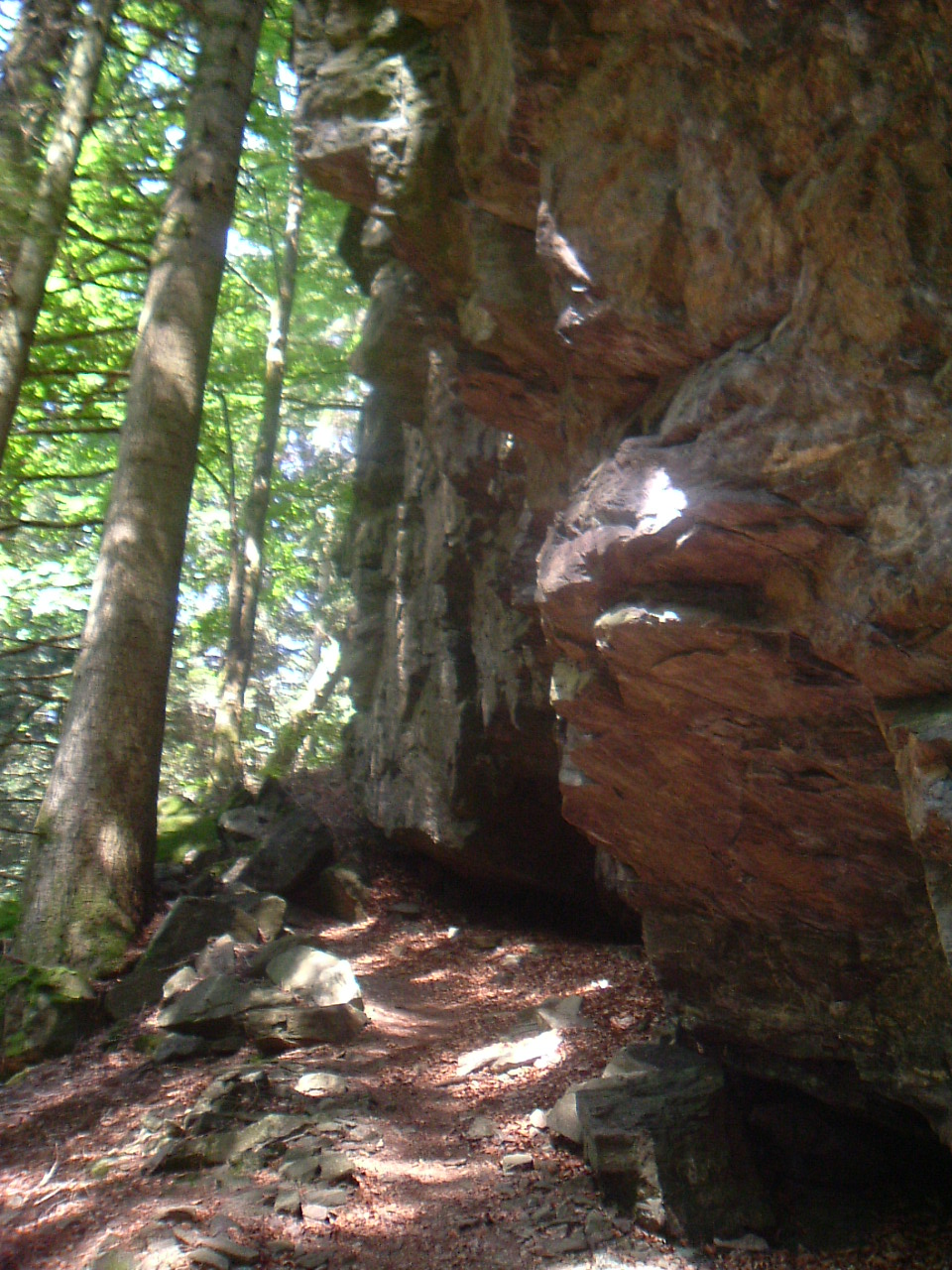
Kletterfelsen in der Schlucht

In der Nähe der Teichschlucht gibt es zahlreiche weitere Wanderziele, wie zum Beispiel die Zweribachwasserfälle, den Balzer Herrgott oder die Hexenlochmühle.